# Mary Elizabeth Braddon
Mary Elizabeth Braddon, nacida el 4 de octubre de 1837 y fallecida el 4 de febrero de 1915 fue una  escritora de novela sensacionalista y de terror de la era victoriana en el Reino Unido. Su obra más popular es El secreto de Lady Audley y el relato corto La sombra en el rincón en el que utilizó todos los elementos clásicos de los relatos sobre espíritus y casas encantadas para hablar de lo que realmente aterrorizaba a las clases altas y la burguesía de la época: Una posible rebelión de la clase trabajadora. 

## Vida
Nacida en Londres, Inglaterra, Mary Elizabeth Braddon recibió una educación privada y trabajó como actriz durante tres años para mantenerse ella y  su madre Fanny, que se había separado de su padre en 1840, cuando Mary Elizabet tenía sólo cinco años. En 1845 su hermano mayor Edward Braddon emigró a la India y posteriormente a Australia, donde alcanzó el cargo de primer ministro de Tasmania en 1894.
En 1860 Mary Elizabeth conoció a John Maxwell, un publicista de prensa, con el que comenzó a vivir en 1861. John Maxwell era un hombre casado con cinco hijos y su esposa vivía en un asilo psiquiátrico en Irlanda. Mary vivió con Maxwell sin estar casados y ayudó a cuidar de sus hijos hasta 1874, cuando la mujer de Maxwell murió y pudieron contraer matrimonio. Tuvieron seis hijos.
Mary Elizabeth Braddon fue una escritora extremadamente prolífica, autora de unas 75 novelas con tramas muy ingeniosas. Su amigo y posterior colaborador Wilkie Collins fue quien la animó a escribir
La más famosa de sus obras es su primera novela Lady Audley´s secret (1862), con la que ganó reconocimiento y fortuna. La novela ha sido editada desde entonces y adaptada al teatro, el cine y la televisión en varias ocasiones. 
Braddon también fundó Belgravia Magazine (1866), que presentó al público varias series de novelas, poemas, viajes narrativos y biografías, así como ensayos sobre moda, historia y ciencia. La revista se acompañaba de atractivas ilustraciones y ofrecía a los lecturas obras literarias a un coste asequible. También editó Temple Bar Magazine. El legado de Braddon está unido a la literatura de ficción de la década de 1860.
Murió el 4 de febrero de 1915 en Richmond, Surrey y fue enterrada en el cementerio local. Su último hogar había sido Lichfield House en el centro de la ciudad; fue derribado y en su ubicación se construyó un bloque de apartamentos llamado Lichfield Court, en 1936. Se conserva una placa en la iglesia parroquia de Richmond donde se la menciona como Miss Braddon y varias calles de los alrededores han recibido los nombres de los personajes de sus novelas; ya que su marido fue promotor inmobiliario de la zona.